# Zuzana Chalupová

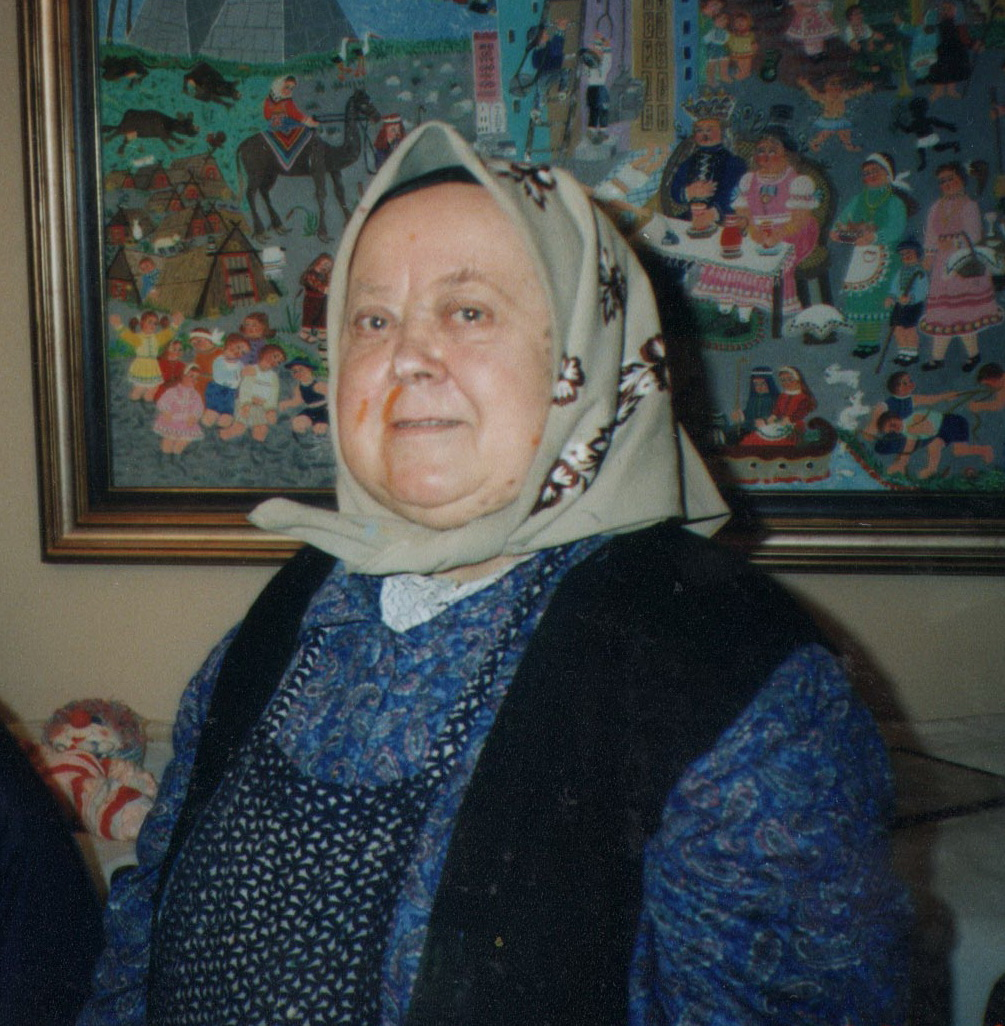
Zuzana Chalupová in 2001, kort voor haar overlijden.

Zuzana Chalupová (Kovačica, 5 februari 1925 - Belgrado, 1 augustus 2001) was een Joegoslavische schilderes van Slowaakse afkomst, die haar hele leven in haar geboortestad Kovačica (thans Servië) doorbracht. Ze vertegenwoordigde de naieve kunst. Haar kleurrijke schilderijen in naïeve stijl beelden kinderwerken en sprookjesachtige illustraties uit. Ze schilderde meestal kinderen, waardoor ze de bijnaam "Mama Zuzana met duizend kinderen" verkreeg.

Onderdeel van de Gallery of Naive Art in Kovačica, gewijd aan Zuzana Chalupová
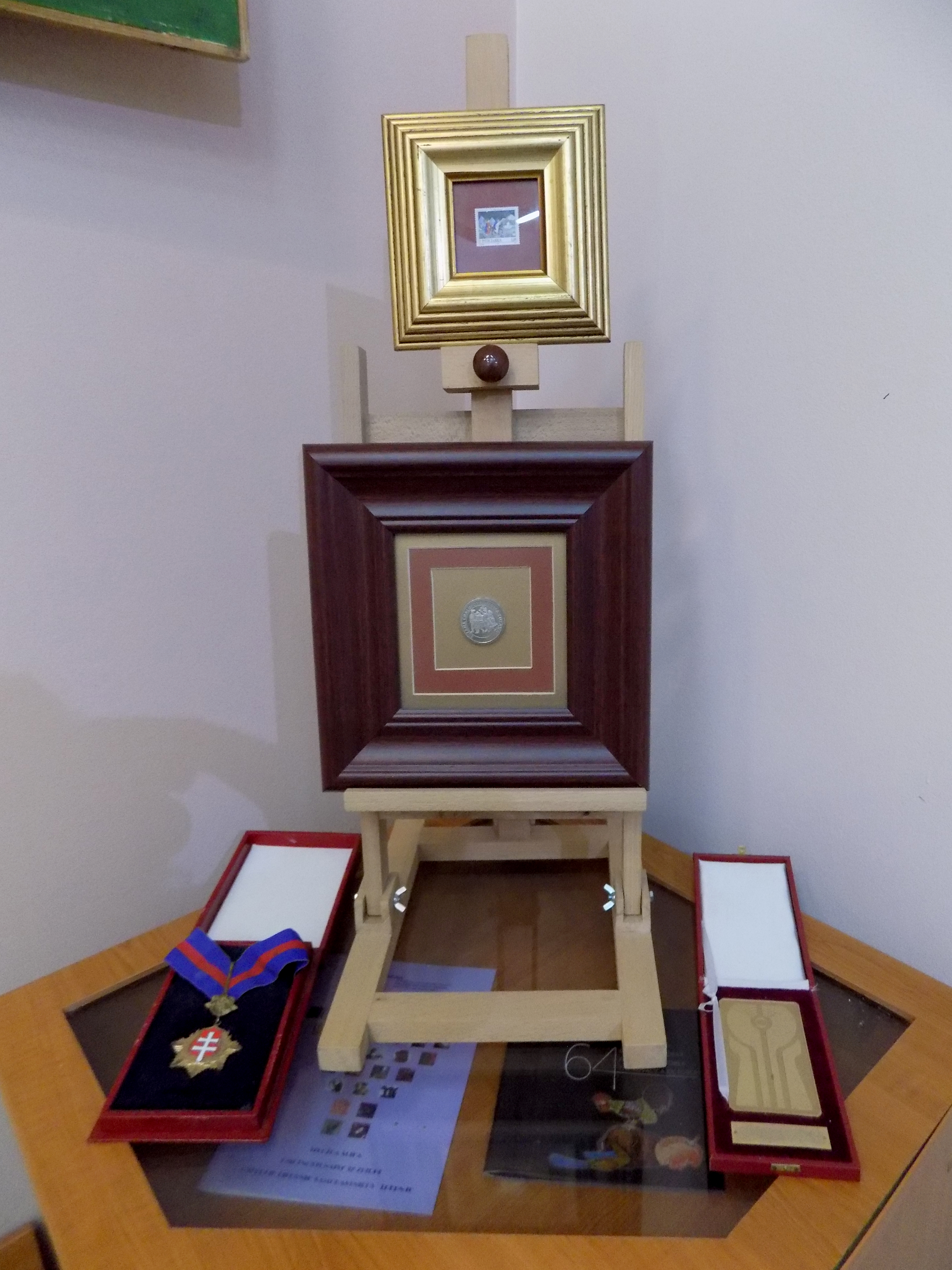
Onderscheidingen die Zuzana Chalupová heeft ontvangen
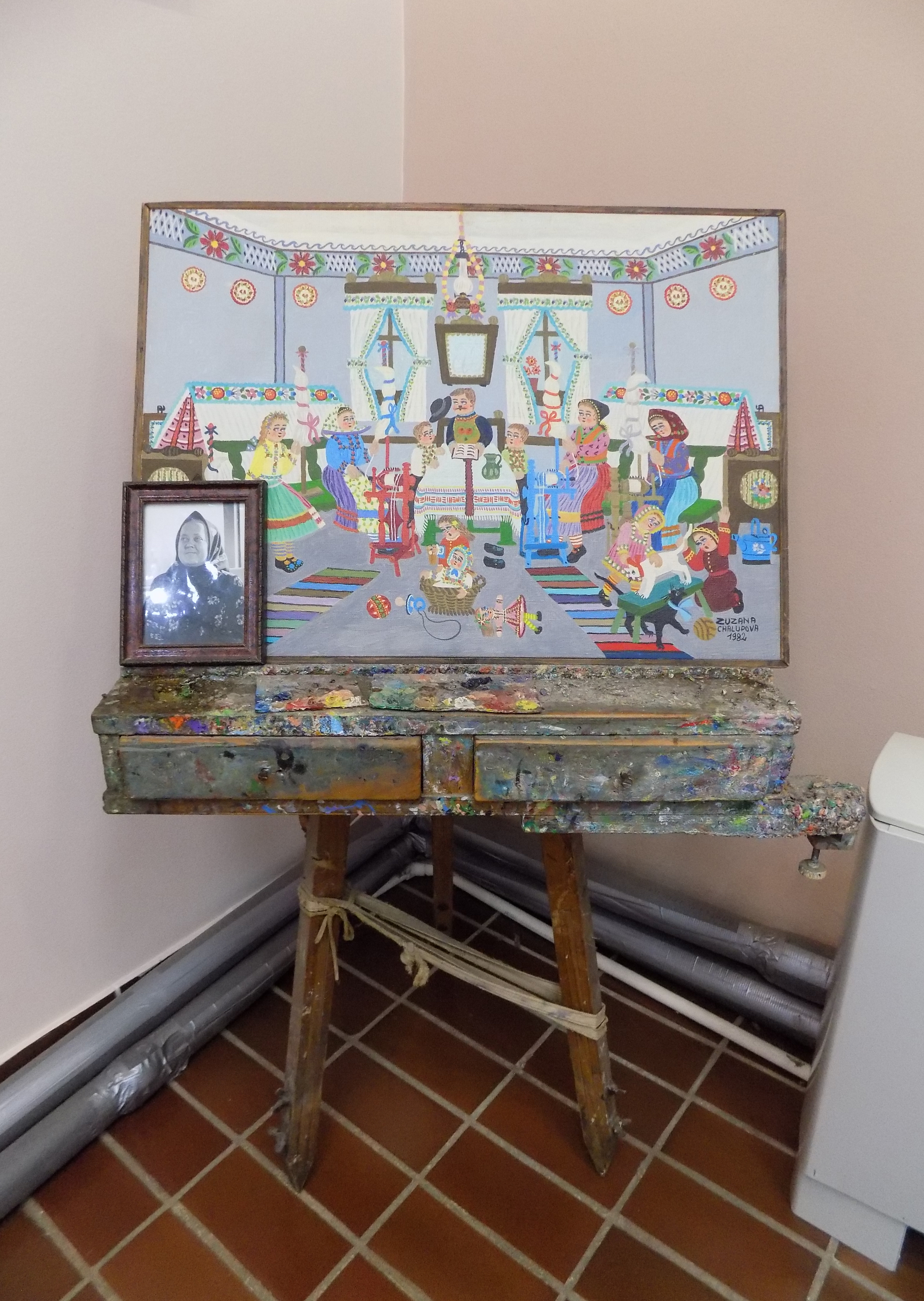
Schildersezel van Zuzana Chalupová
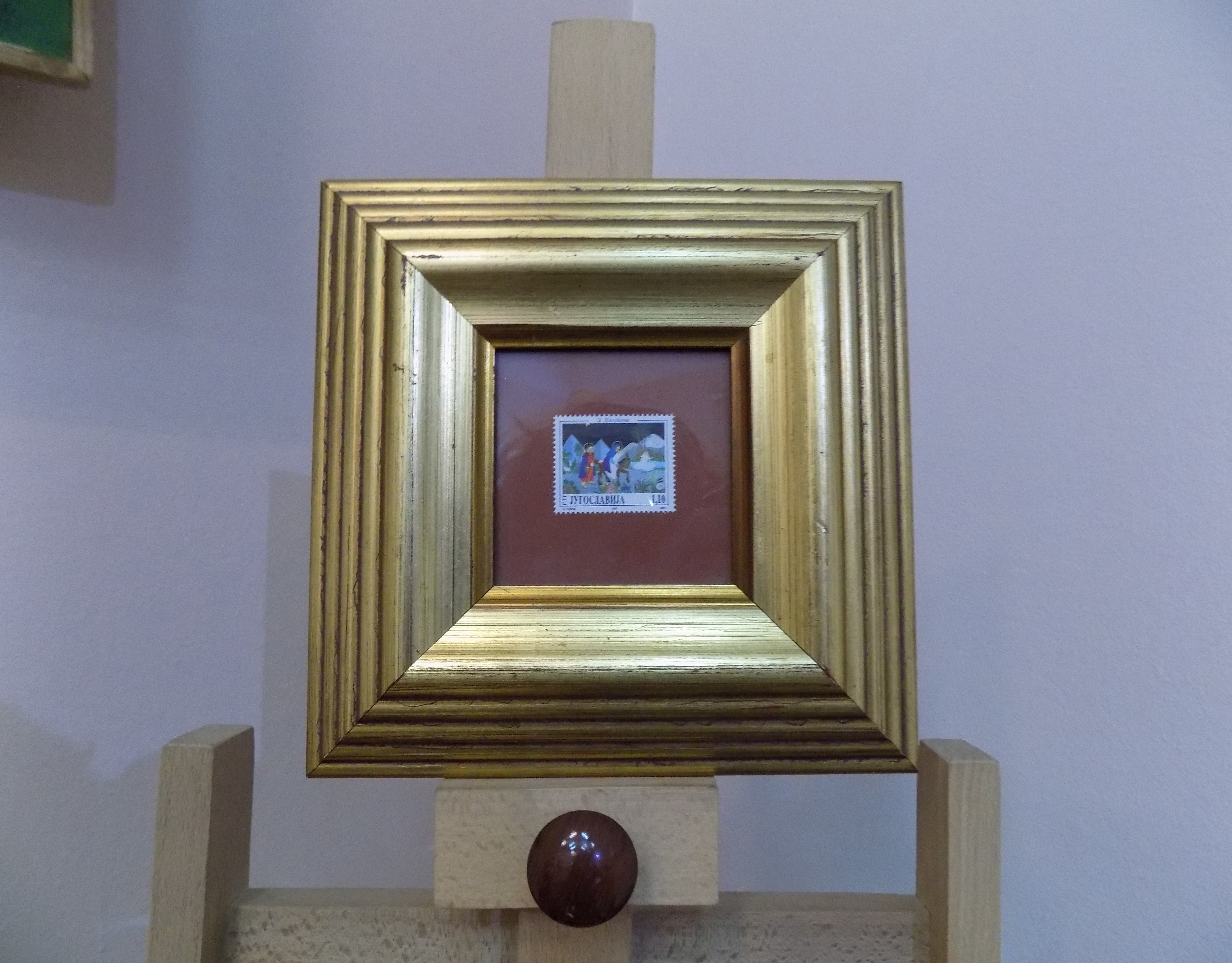
Een schilderij van Zuzana Chalupová op een postzegel

- Bibliothèque nationale de France: cb15062130s (data)
- Gemeinsame Normdatei: 119485192
- International Standard Name Identifier: 0000 0000 5019 6807
- Library of Congress Control Number: nr96038537
- RKD-Nederlands Instituut voor Kunstgeschiedenis: 122423
- SNAC: w6p58p76
- Système universitaire de documentation: 123399130
- Union List of Artist Names: 500336648
- Virtual International Authority File: 77126626
- WorldCat: E39PBJjmWyVrGcPKB49XdGPPcP